# 7804-es busz
A 7804-es jelzésű autóbusz helyközi autóbuszjárat volt, Ajka és Balatonfüred között. 
A 2023. június 17-ei menetrend módosításokkal a Volánbusz Zrt. megszüntette az autóbuszvonalat.

## Megállóhelyei
| 0  | Ajka, autóbusz-állomás végállomás         | 25 | 12, 16, 20 1569, 1711, 1712, 1714, 1717, 1784, 1786 7376, 7386, 7387, 7388, 7389, 7396, 7397, 7398, 7674, 7801, 7802, 7803, 7805, 7806, 7807, 7808, 7809, 7810, 7811, 7812, 7820, 7832, 7834, 7836, 7840, 7842, 7843, 7844, 7846, 7847, 7848, 7852, 7853, 7932 |
| 1  | Ajka, lakótelep bejárati út               | 24 | 4, 16 1712, 1714, 1717 7389, 7396, 7397, 7398, 7801, 7802, 7803, 7805, 7806, 7807, 7808, 7809, 7811, 7843, 7932 |
| ∫  | Ajka, gáztelep                            | 23 | 7389, 7396, 7801, 7802, 7803, 7805, 7806, 7807, 7808, 7809, 7811, 7843 |
| 2  | Ajka, noszlopi elágazás                   | 22 | 1712, 1714, 1717 7389, 7396, 7397, 7398, 7801, 7802, 7803, 7805, 7806, 7807, 7808, 7809, 7811, 7843, 7932 |
| 3  | Ajka, (Ajkarendek) külső                  | 21 | 7389, 7396, 7397, 7398, 7802, 7803 |
| ∫  | Kislőd, községháza                        | 20 | 7389, 7396, 7397, 7802, 7803 |
| 4  | Kislőd, bejárati út                       | 19 | 7396, 7397, 7398, 7802, 7803 |
| 5  | Városlőd, völgyhíd                        | 18 | 7396, 7397, 7398 |
| 6  | Herend, autóbusz-váróterem                | 17 | 1229, 1564, 1720, 1722, 1723, 1729, 1784 7380, 7382, 7383, 7386, 7387, 7388, 7389, 7391, 7396, 7397, 7398, 7941, 7943 |
| 7  | Bánd, kultúrház bejárati út               | 16 | 1722, 1784 7380, 7382, 7383, 7386, 7387, 7388, 7389, 7391, 7396, 7397, 7941, 7943 |
| 8  | Márkó, Kálvária utca                      | 15 | 1722, 1729, 1784 7380, 7381, 7382, 7383, 7386, 7387, 7388, 7389, 7391, 7396, 7397, 7941, 7943 |
| 9  | Veszprém, Henger utca bejárati út         | 14 | 8, 18, 21 1722, 1784 7380, 7381, 7383, 7386, 7387, 7388, 7389, 7391, 7396, 7397, 7398, 7943 |
| 10 | Veszprém, Házgyár                         | 13 | 3, 18, 21 1722, 1729, 1784 7300, 7301, 7303, 7304, 7306, 7307, 7311, 7314, 7315, 7319, 7380, 7381, 7383, 7386, 7387, 7388, 7389, 7391, 7396, 7397, 7398, 7941, 7943 |
| 11 | Veszprém, vasútállomás                    | 12 | 1, 2, 4A, 5, 10, 11, 47 1740, 1742 7322, 7323, 7325, 7326, 7333, 7335, 7341, 7342, 7344, 7345, 7348, 7350, 7360, 7361, 7364, 7366, 7369, 7370, 7376, 7386, 7391, 7396, 7397, 7398 személyvonat, Citadella InterCity, Bakony InterCity, Göcsej InterCity |
| 12 | Veszprém, Jutasi úti lakótelep            | 11 | 1, 2, 10 1722, 1784 7300, 7301, 7303, 7304, 7306, 7307, 7319, 7322, 7323, 7325, 7335, 7341, 7342, 7344, 7345, 7350, 7360, 7364, 7366, 7370, 7380, 7381, 7383, 7386, 7387, 7388, 7389, 7391, 7396, 7397, 7398, 7941, 7943 |
| 13 | Veszprém, autóbusz-állomás                | 10 | 1, 2, 3, 4A, 7, 7A, 10, 12, 12A, 13, 22, 23, 47 1189, 1212, 1215, 1216, 1229, 1510, 1513, 1529, 1564, 1592, 1593, 1625, 1631, 1658, 1708, 1720, 1722, 1723, 1728, 1731, 1732, 1735, 1736, 1740, 1742, 1758, 1784, 1806, 1808, 1823, 1853 5449, 7033, 7300, 7301, 7302, 7303, 7304, 7305, 7306, 7307, 7308, 7309, 7311, 7313, 7314, 7315, 7316, 7317, 7318, 7319, 7320, 7321, 7322, 7323, 7324, 7325, 7326, 7328, 7332, 7333, 7335, 7341, 7342, 7344, 7345, 7346, 7348, 7350, 7352, 7353, 7355, 7358, 7360, 7361, 7363, 7364, 7366, 7367, 7369, 7370, 7376, 7380, 7381, 7383, 7386, 7387, 7388, 7389, 7391, 7396, 7397, 7398, 7941, 7943, 8082 |
| 14 | Veszprém, kórház                          | 9  | 7, 7A, 22 1189, 1631, 1658, 1708, 1722, 1735, 1758, 1806, 1808, 1853 7328, 7341, 7342, 7344, 7345, 7346, 7348, 7350, 7352, 7353, 7355, 7357, 7358, 7941, 8082 |
| 15 | Veszprém, Sport vendéglő                  | 8  | 22 1631, 1708, 1722, 1723, 1758, 1853 7328, 7341, 7342, 7344, 7345, 7346, 7348, 7350, 7352, 7353, 7355, 7357, 7358, 7941 |
| 16 | Veszprém, VIDEOTON                        | 7  | 1708 7342, 7345, 7348, 7350, 7352, 7353, 7355, 7358, 7941 |
| 17 | Csopak, Csonkatorony kereszt              | ∫  | 1708 7350, 7355, 7358, 7363, 7941 |
| ∫  | Csopak, Csonkatorony 73-as út             | 6  | 1189, 1631, 1658, 1708, 1722, 1723, 1735, 1740, 1758, 1806, 1808, 1853 7350, 7352, 7353, 7355, 7357, 7358, 7363, 7941, 8082 |
| 18 | Csopak, központ                           | 5  | 1201, 1708, 1758 7344, 7345, 7346, 7348, 7350, 7355, 7358, 7363, 7365, 7654, 7941 |
| 19 | Csopak, vasúti megállóhely                | 4  | 1190, 1529, 1708, 1728, 1844 7345, 7350, 7355, 7358, 7363, 7653, 7654, 7941, 8082 személyvonat, sebesvonat, Katica InterRégió, Vízipók InterRégió |
| 20 | Balatonfüred, Gemering utca               | 3  | 3, 4 1631, 1708, 1728 7345, 7350, 7355, 7357, 7358, 7363, 7653, 7654, 7941 |
| 21 | Balatonfüred, Arács vasúti megállóhely    | 2  | 3, 4, 6, 7 1189, 1190, 1201, 1513, 1631, 1658, 1708, 1722, 1723, 1728, 1735, 1758, 1806, 1808, 1844 7344, 7345, 7348, 7350, 7352, 7355, 7357, 7358, 7363, 7653, 7654, 7941, 8082 személyvonat, sebesvonat, Katica InterRégió, Vízipók InterRégió |
| 22 | Balatonfüred, Arany Csillag               | 1  | 3, 4, 6, 7 1189, 1190, 1201, 1529, 1631, 1658, 1708, 1722, 1723, 1728, 1735, 1758, 1806, 1808, 1844 7344, 7345, 7348, 7350, 7352, 7355, 7357, 7358, 7363, 7653, 7654, 7941, 8082 |
| 23 | Balatonfüred, Autóbusz-állomás végállomás | 0  | 1, 1B, 2, 2B, 3, 4, 5, 6, 7 1189, 1190, 1201, 1513, 1529, 1631, 1658, 1708, 1712, 1722, 1723, 1728, 1735, 1740, 1758, 1806, 1808, 1844, 1853 7344, 7345, 7346, 7348, 7350, 7352, 7353, 7355, 7357, 7358, 7363, 7364, 7653, 7654, 7671, 7673, 7674, 7675, 7676, 7682, 7683, 7686, 7941, 8082 személyvonat, sebesvonat, Katica InterRégió, Vízipók InterRégió, Tekergő Expresszvonat, Kék Hullám InterCity, Levendula Intercity |